# Эдлингтон, Ребекка
Ребекка Эдлингтон (англ. Rebecca Adlington; род. 17 февраля 1989 года, Мэнсфилд) — британская пловчиха. Кавалер ордена Британской империи.

## Карьера
Завоевала две золотые медали на Олимпийских играх 2008 года в 400 и 800 м. вольным стилем, обновив при этом 19-летний мировой рекорд Джанет Эванс. Эдлингтон была первой с 1988 года олимпийской чемпионкой по плаванию Великобритании и первой британской пловчихой с 1908 года, взявшей сразу две золотые олимпийские медали. На Олимпийских играх 2012 в Лондоне она получила бронзовые медали на дистанциях 400 и 800 м.
Выступала в плавании вольным стилем на средних и длинных дистанциях (200, 400 и 800 метров).

## Личная жизнь
С 7 сентября 2014 года Ребекка замужем за Гарри Нидсом. У супругов есть дочь — Саммер Нидс (род. 8.06.2015). В марте 2016 года Эдлингтон и Нидс объявили о разводе.
C января 2018 года встречается с Эндрю Парсонсом. 4 марта 2021 года у пары родился сын Элби Беннетт Парсонс.